# NGC 788
NGC 788 è una galassia lenticolare situata nella costellazione della Balena, a una distanza di circa 183 milioni di anni luce dalla nostra Via Lattea.

## Scoperta
La galassia è stata scoperta il 10 settembre 1785 dall'astronomo britannico di origine tedesca William Herschel.

## Descrizione
NGC 788 è una galassia attiva del tipo Seyfert 1 e 2 (Sy 1 h).

## Buco nero supermassiccio
In un articolo del 2002, la massa del buco nero centrale di NGC 788 è stimata in 3,24x107 masse solari {\displaystyle M_{\odot }} (107,51{\displaystyle M_{\odot }}).
Uno studio del 2007, utilizzando la dispersione di velocità su 90 galassie del tipo Seyfert 2, ha permesso di stimare la massa del buco nero centrale di queste galassie. Per NGC 788 è risultata di 3,24x106 {\displaystyle M_{\odot }}.
Un altro studio del 2009, basandosi sulla velocità interna delle galassie misurata dal telescopio spaziale Hubble, stima la massa del buco nero posto al centro di NGC 788 tra 140 e 540 milioni di {\displaystyle M_{\odot }}.
In un altro articolo del 2012, studi sulla dispersione di velocità della regione centrale hanno permesso di stimare la massa in 3,24x107 masse solari {\displaystyle M_{\odot }} (107,51{\displaystyle M_{\odot }}). 
In un altro articolo pubblicato nel 2012, la massa del buco nero centrale è stimata in 32 milioni di {\displaystyle M_{\odot }}.
La conoscenza della massa del buco nero centrale e il suo tasso di accrezione permettono di stimare il tasso di formazione di nuove stelle nella regione centrale delle galassie di tipo Seyfert. Il tasso per questa galassia nell'intervallo di 1 kpc sarebbe compreso tra 0,12 e 0,21 masse solari all'anno.

## Supernova
L'8 agosto 1998, all'interno di NGC 788 è stata scoperta la supernova SN 1998dj da M. Modjaz, T. Shefler, E. Halderson, J. Y. King, W. D. Li, R. R. Treffers e A. V. Filippenko nel corso del programma LOSS (Lick Observatory Supernova Search) dell'Osservatorio Lick. La supernova è stata classificata di tipo Ia.

## Gruppo di NGC 788
NGC 788 è la più vasta e luminosa galassia di un gruppo di almeno cinque galassie che porta il suo nome. Le altre quattro galassie del Gruppo di NGC 788 sono IC 183, NGC 829, NGC 830 e NGC 842.